# Little Italy (New York)
Pour les articles homonymes, voir Little Italy.
Little Italy (en français « Petite Italie ») est un quartier de l'arrondissement de Manhattan à New York, connu autrefois pour sa forte population d'immigrants italiens.

## Histoire
Le quartier était auparavant délimité par les rues Elizabeth, Mott et Mulberry au nord de Canal Street, et s'étendait même au-delà. 
Au milieu du XXe siècle, la communauté italienne commença à se disperser vers d'autres quartiers ou banlieues, et Little Italy se rétrécit. Vers le sud, certaines parties furent absorbées par l'extension de Chinatown, lorsque l'immigration asiatique prit de l'ampleur. La zone nord, près de Houston Street, perdit également ses caractéristiques italiennes, pour devenir maintenant NoLIta, un quartier sans style particulier, dont le nom est une abréviation de North of Little Italy. 
De nos jours, la section de Mulberry Street entre Broome Street et Canal Street est la plus caractéristique de Little Italy, on y trouve un alignement de restaurants italiens populaires remplis de touristes.

## Attractions
La fête de San Gennaro, du nom du saint patron de Naples, est un grand festival de rue organisé chaque année à Little Italy, le long de Mulberry Street. Les festivités durent onze jours, on y trouve des parades, des processions, des attractions diverses.

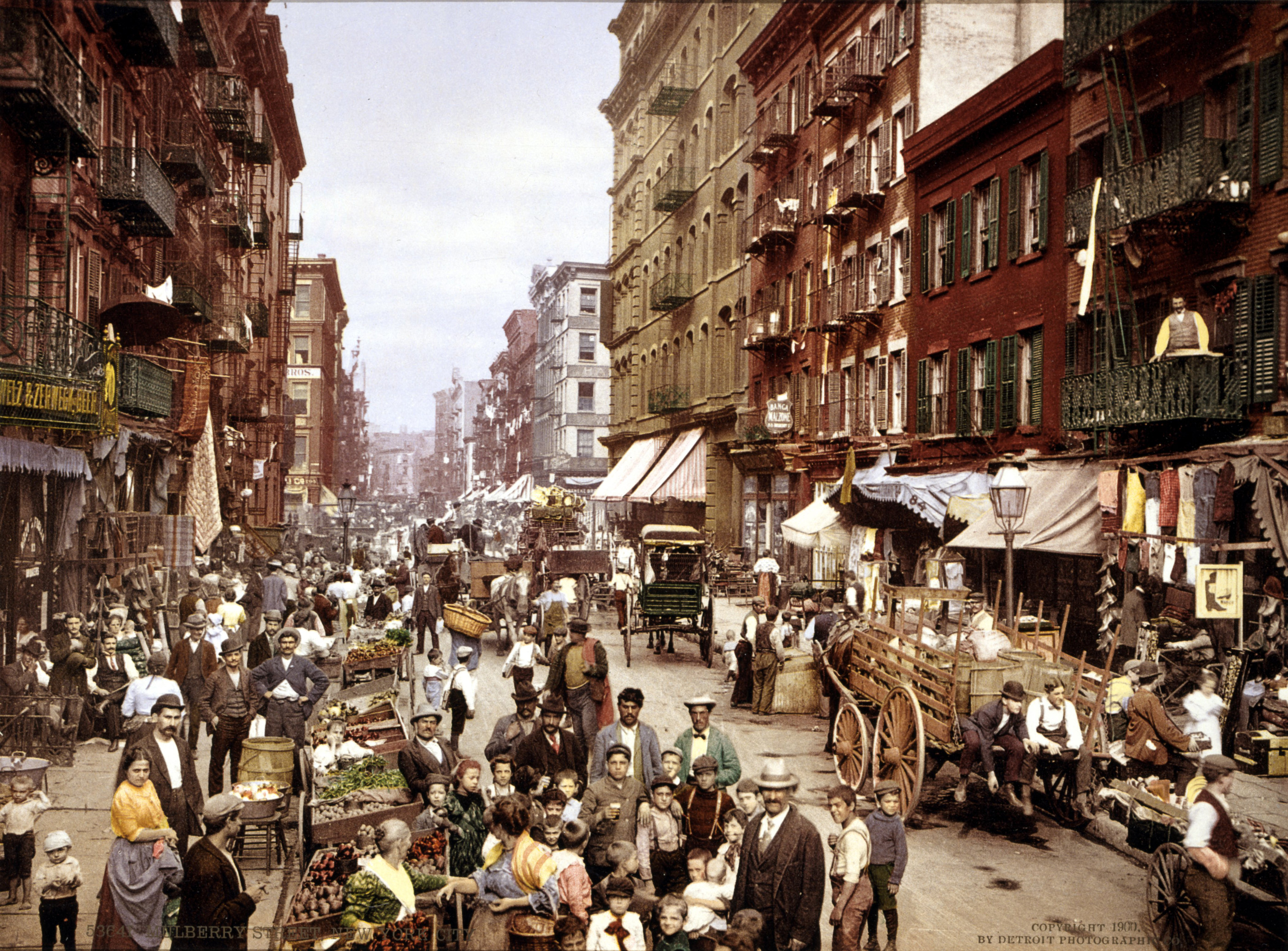
Mulberry Street, rue principle de Little Italy, v..1900.
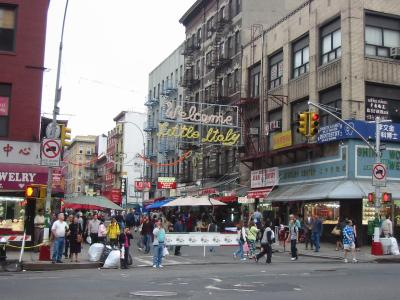
Mulberry Street, vue de Canal Street.
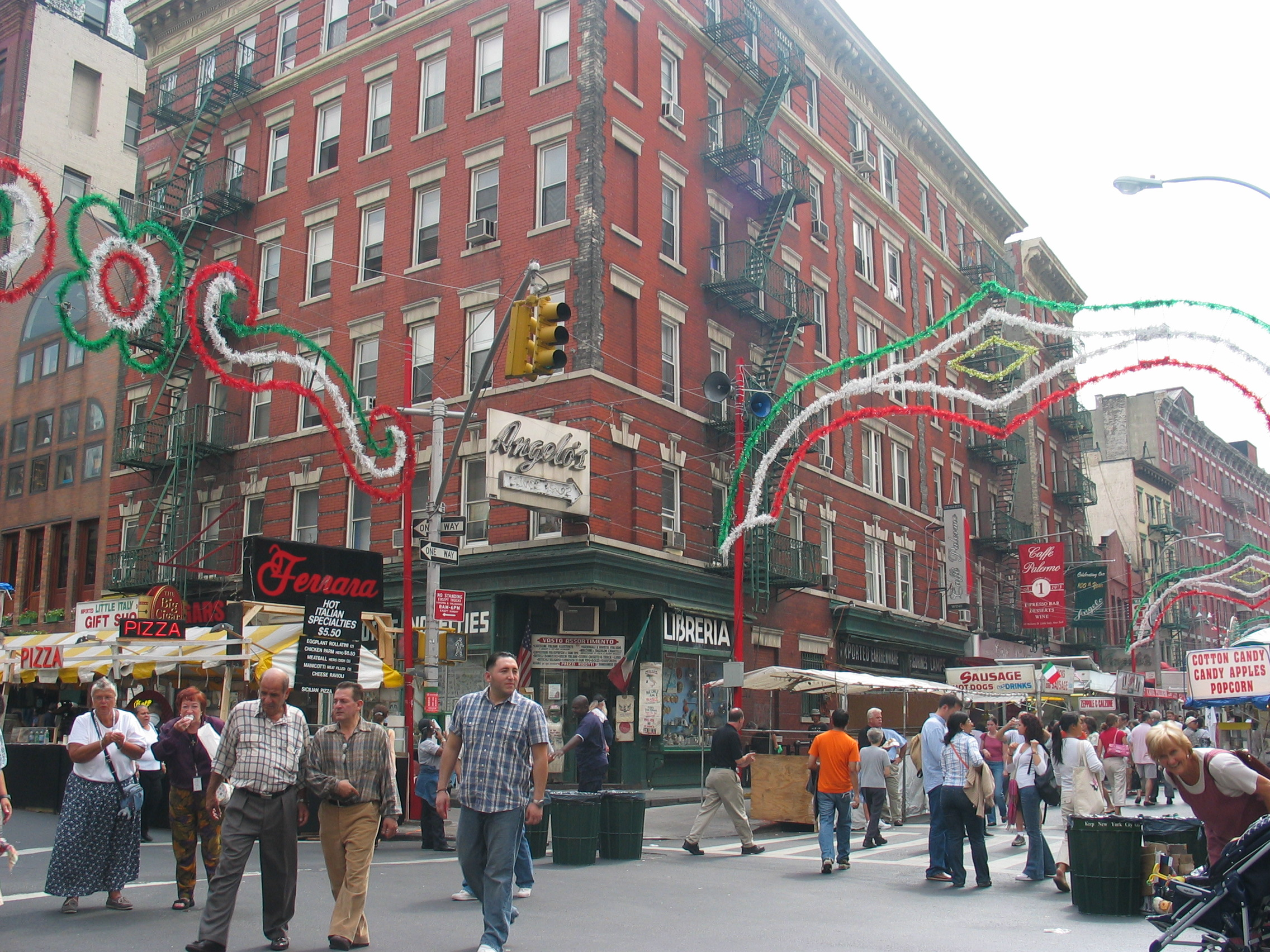
Little Italy.